# Celestron

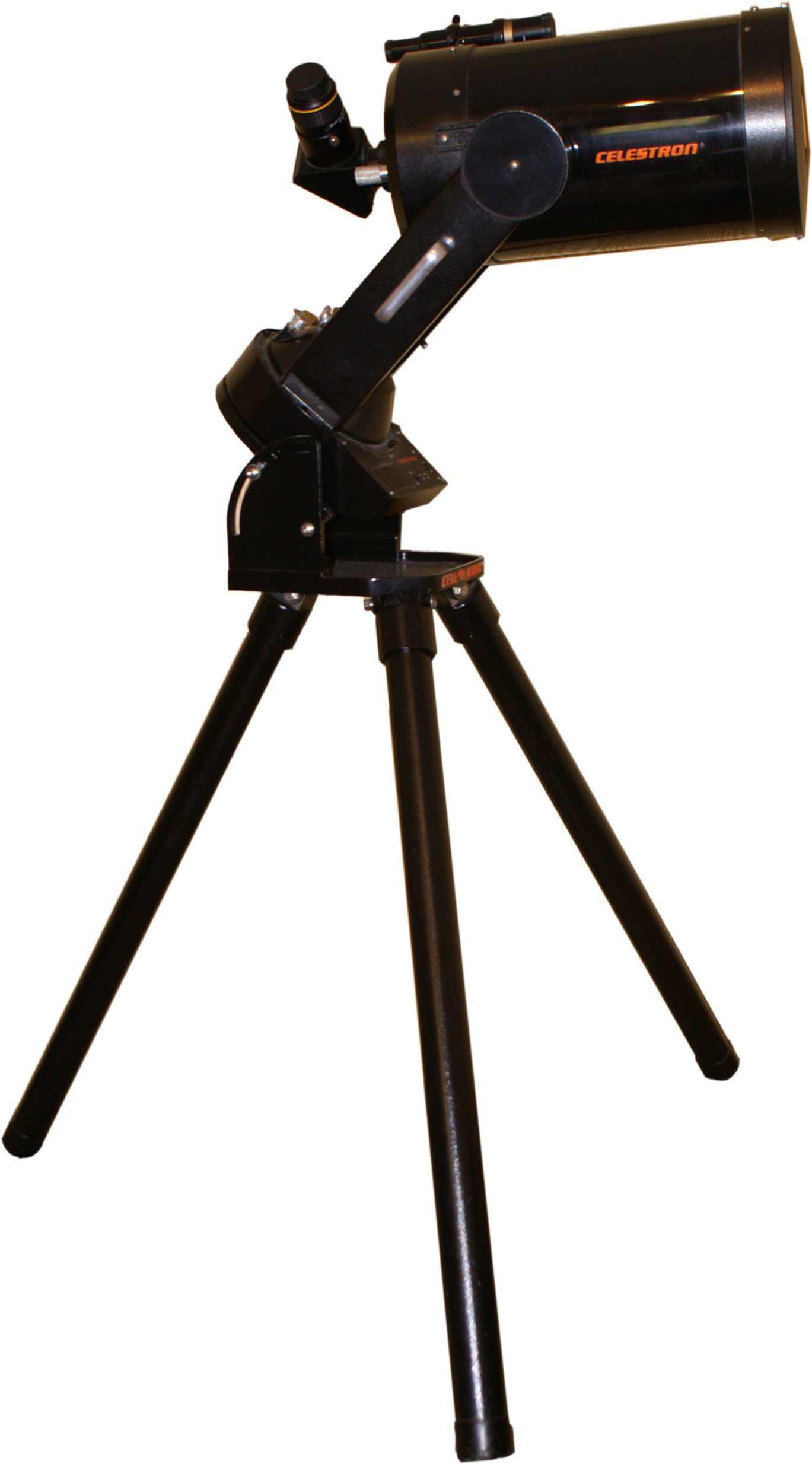
Celestron C-8-Teleskop

Die Firma Celestron ist weltweit einer der größten Hersteller von Teleskopen und Zubehör für die Amateurastronomie. Sitz des Unternehmens ist Torrance, Kalifornien, USA.

## Firmengeschichte
1950 gründete der US-Amerikaner Tom Johnson die Firma Valor Electronics in Torrance, Kalifornien. Durch den Bau eines Teleskops für seinen Sohn angeregt, gründete er 1964 Celestron Pacific als Teil-Unternehmen von Valor und begann 1966 als erster Produzent weltweit mit dem Bau von Schmidt-Cassegrain-Teleskopen (SCT). Bereits 1969 umfasste die Produktpalette SCT von 6 bis 22 Zoll Öffnung. 1997 wurde Celestron an den Konkurrenten Tasco verkauft, 2001 mit Tasco an Bushnell Optics, einen weiteren Teleskophersteller.
2003 scheiterte eine feindliche Übernahme durch den direkten Konkurrenten Meade, mit dem sich Celestron den Markt für SCT teilte. Johnson kaufte seine Firma zurück, nachdem ein US-Bundesgericht den Verkauf an Meade u. a. wegen Monopolstellung untersagt hatte.
Seit 2005 ist Celestron im Besitz einer amerikanischen Tochtergesellschaft von Synta Optics, einem der weltweit größten Optikhersteller aus Suzhou in China.

## Produktreihe
Ursprünglich hat Celestron professionell gefertigte Geräte größerer Öffnung hergestellt, wobei insbesondere das Celestron C-12, C-16 und C-22 zu erwähnen sind. Darüber hinaus gab es schon in den 1960er Jahren ein C-4, C-6, C-8 und C-10. Alle diese Geräte hatten eine blau-weiße Lackierung. Die Stückzahlen dieser Geräte blieben ausnahmslos sehr gering.
In der ersten Hälfte der 1970er Jahre stellte Celestron sein Geräteprogramm um. Die nun hergestellten grau-orangen Geräte waren kostengünstiger und wurden in hohen Stückzahlen produziert.
Sehr erfolgreich und verbreitet unter Amateurastronomen war und ist das sogenannte Celestron C-8, ein 8 Zoll Schmidt-Cassegrain-Teleskop mit einer freien Öffnung  von 200 mm und einem Öffnungsverhältnis von f/10 (Brennweite 2000 mm), das in seiner Qualität und für die optische Leistung leichten Handhabung und Transportierbarkeit Maßstäbe setzte, zudem durch die großen Stückzahlen bezahlbar blieb. Bahnbrechend war vor allem ein patentiertes Verfahren (US 3,837,124), mit dem der schwierige Schliff der Schmidt-Korrektorplatte mittels Unterdruck an einer Formplatte präzise maschinell und damit erheblich unaufwendiger durchgeführt werden konnte als zuvor. SCT zeichnen sich durch sehr geringe Baulänge im Verhältnis zur Brennweite aus (C-8: ca. 40 cm). Die relativ dünne und damit schnell auskühlende Korrektorplatte liegt allerdings hierdurch direkt am Tubuseingang und ist bei entsprechenden Witterungsverhältnissen anfällig gegen das Beschlagen mit Tau, so dass vorgesetzte Taukappen oder Ventilation notwendig werden.  
In gleicher Bauart wie das C8 kam gleichzeitig das C-5 (Öffnung 5" = 125 mm) und das C-14 (14" = 360 mm) auf den Markt, es folgte das C-11 (11" = 280 mm), später auch ein C-9 1/4 mit 9,25" und ein C-6 mit 6". Ein Celestron C-5 war das Bordteleskop für Forschungen auf diversen NASA-Shuttle-Flügen. Die ersten Bauserien der C-Fernrohre waren leuchtend orange („Celestron-Orange“) mit hellgrauen Anbauten. In den 1980er-Jahren folgte eine Erweiterung der Farbpalette auf schwarz bzw. dunkelgrau. Die neueste Modellreihe „Edge-HD“ (mit weißem Tubus) verfügt über eine verbesserte Optik, die eine deutlich geringere Koma aufweist und die bauartbedingte Bildfeldwölbung vollständig kompensiert.
Als Unterbau dient diesen Teleskopen in klassischer Ausführung eine sehr bequem zu bedienende und enorm kompakte parallaktische Montierung in Form einer Gabelmontierung (ohne Notwendigkeit von Gegengewichten) mit Nachführung durch Schrittmotoren verschiedener Bauart. Der optische Tubus kann aber auch auf sogenannten Deutschen Montierungen mit Gegengewichten oder altazimutalen Systemen ohne mechanische Anpassung an die Drehung der Erde eingesetzt werden, wobei letztere heute teils computergesteuert eine Nachführung des Teleskops zum Ausgleich der Erddrehung ermöglichen. Umfangreiches Zubehör macht die Celestron-Schmidt-Cassegrain-Serie zu einem vielseitigen Produkt für verschiedenste Anwendungen (visuell und fotografisch). 
Im Gegensatz zu klassischen Cassegrain-Fernrohren sind die SCT aufgrund spezieller Innenblenden auch nicht tagblind, so dass sie nicht nur astronomisch, sondern auch am Tage, etwa zur Naturbeobachtung, verwendet werden können. Eine weitere Besonderheit ist die Innenfokussierung über den Hauptspiegel, was zusammen mit der hohen Nachvergrößerung des Fangspiegels (ca. 5-fach) einen außergewöhnlich großen Schärfebereich ergibt. So können die Systeme im Gegensatz zu herkömmlichen größeren Fernrohren auch zur Betrachtung sehr naher Gegenstände (wenige Meter) als „Distanzmikroskop“ eingesetzt werden, etwa zur bildfüllenden Beobachtung sehr kleiner Tiere (z. B. Insekten oder Spinnen) aus störungsfreiem Abstand. Auch in der Naturfotografie finden die C-Teleskope (teils mit verringerter Brennweite, z. B. C5-Televariante mit von 1250 mm auf 750 mm reduzierter Brennweite) daher verbreitete Anwendung. Das für die Innenfokussierung typische leichte Verkippen der Optik beim Vor- und Zurückfahren des Spiegels („shifting“) ist für die Bildqualität unerheblich, da der SCT-Hauptspiegel kugelförmig ist und nicht parabolisiert wird. Den Ausgleich des Kugelgestaltfehlers bewirkt gerade die Schmidt-Korrektorplatte. 
Heute produziert das Unternehmen überwiegend Teleskope mit vollautomatischer Positionierung auch unter Verwendung von GPS-gesteuerten Motoren; hinsichtlich der Optik wird aber weiter auf die oben beschriebenen bewährten Systeme zurückgegriffen.